# Тарасова, Татьяна Анатольевна
Татья́на Анато́льевна Тара́сова (род. 13 февраля 1947, Москва, СССР) — советский и российский тренер по фигурному катанию. Мастер спорта СССР международного класса, заслуженный тренер СССР (1975). В 2008 году была введена в Зал славы мирового фигурного катания.
Дочь советского хоккейного тренера, заслуженного тренера СССР Анатолия Тарасова.
К 2004 году её ученики выиграли в общей сложности 41 золотую медаль на чемпионатах мира и Европы, а также семь золотых олимпийских медалей в трёх дисциплинах из четырёх возможных:
- Ирина Роднина и Александр Зайцев (парное катание — 1976 и 1980 годы),
- Наталья Бестемьянова и Андрей Букин (спортивные танцы — 1988 год),
- Марина Климова и Сергей Пономаренко (спортивные танцы — 1992 год),
- Илья Кулик (мужское одиночное катание — 1998 год),
- Оксана Грищук и Евгений Платов (спортивные танцы — 1998 год),
- Алексей Ягудин (мужское одиночное катание — 2002 год).

## Биография
Родилась 13 февраля 1947 года в Москве, в семье Анатолия Тарасова, известного советского хоккеиста и тренера. Когда Татьяне было пять лет, отец научил её кататься на коньках.
На Всесоюзных юношеских лично-командных соревнованиях в Киеве в марте 1961 года 14-летняя Татьяна Тарасова в паре с Александром Тихомировым, выступая за общество «Труд», заняли 2-е место по первому разряду. Пару Татьяна Тарасова и Георгий Проскурин непродолжительное время тренировала Е. А. Чайковская. В паре с Георгием Проскуриным Татьяна Тарасова участвовала на Всемирной Универсиаде в 1966 году. Вскоре после этого была вынуждена завершить спортивную карьеру из-за травмы.
Начиная с 1967 года Тарасова начала заниматься тренерской работой и постановкой программ. Среди её учеников в разные годы были: Ирина Роднина, Александр Зайцев, Ирина Моисеева, Андрей Миненков, Алексей Ягудин, Илья Кулик, Денис Тен, Наталья Бестемьянова, Марина Климова, Ирина Романова, Игорь Ярошенко, Саша Коэн, Алиса Дрей, Джонни Вейр, Сидзука Аракава, Оксана Грищук, Барбара Фузар-Поли, Андрей Букин, Евгений Платов, Сергей Пономаренко, Мао Асада, Эван Лайсачек, Ирина Николаева и др.
В 1974 году поступила в Институт физической культуры, который окончила в 1979 году.
В середине 1990-х годов организовала ледовый театр «Все звёзды», в группу которого вошли многие знаменитые советские фигуристы. Театр просуществовал 14 лет. Тарасова выступала в нём сразу в нескольких качествах: была и тренером, и балетмейстером, и режиссёром. В театре создавались настоящие классические балетные представления: «Ночь на Лысой горе», «Спящая красавица», «Золушка», «Аленький цветочек». В репертуаре были также поставленные Тарасовой серия «Русские на Бродвее», знаменитые бродвейские спектакли «Вестсайдская история», «Фантом в опере», «Кабаре», «Кордебалет», «Кошки» и другие.
В 2001 году выпустила автобиографическую книгу «Красавица и чудовище».
В 2005 году Татьяна Тарасова назначена тренером-консультантом Федерации фигурного катания России.
Являлась председателем жюри ряда телевизионных шоу Первого канала («Звёзды на льду» — 2006, «Ледниковый период» — с 2007 по 2009 год и с 2012 года, «Лёд и пламень» с 2010 по 2011 год. С 1 апреля 2018 года — председатель жюри телевизионного проекта «Ледниковый период. Дети»).
21 марта 2008 года, в дни проведения Чемпионата мира в Гётеборге, Тарасова была введена в Зал Славы мирового фигурного катания.
Летом того же года под руководством Тарасовой начала тренироваться чемпионка мира 2008 года японка Мао Асада. При этом Асада продолжала тренироваться на базе университета в Нагое и лишь периодически приезжала к Татьяне Анатольевне в Москву. В свою очередь, Тарасова также иногда навещала спортсменку в Японии и сопровождала её на важнейшие старты. После Олимпийских игр 2010 года, где Мао завоевала серебряную медаль, и чемпионата мира, который она выиграла, это сотрудничество было прекращено.
Зимой 2011 года под руководством Тарасовой на ледовой сцене был поставлен спектакль по мотивам сказки Шарля Перро «Спящая красавица».
Татьяна Анатольевна Тарасова в качестве тренера участвовала во всех зимних Олимпийских играх и чемпионатах мира и Европы по фигурному катанию начиная с 1967 года. До 2020 года комментировала соревнования по фигурному катанию на «Первом канале» и телеканале «Матч ТВ».

## Спортивные достижения
В паре с Георгием Проскуриным:
| Соревнования/Сезоны | 1964 | 1965 | 1966 |
| ------------------- | ---- | ---- | ---- |
| Чемпионаты мира     |      | 7    |      |
| Чемпионаты Европы   |      | 6    | 4    |
| Чемпионаты СССР     | 3    | 2    |      |
| Зимние Универсиады  |      |      | 1    |

## Политические взгляды
В апреле 2001 года выступала в поддержку журналистского коллектива телекомпании НТВ, который протестовал против назначения нового руководства.
С января 2012 года являлась членом «Народного штаба» (по Москве) кандидата в Президенты России Владимира Путина. 4 февраля 2012 года выступила на митинге в поддержку Владимира Путина на Поклонной горе в Москве. 6 февраля 2012 года была официально зарегистрирована как доверенное лицо кандидата в Президенты России и действующего президента Владимира Путина. На президентских выборах 2018 года также являлась доверенным лицом Владимира Путина.
Не является членом каких-либо политических партий.
В 2022 году резко отрицательно отреагировала на предложение депутата Госдумы Р. И. Терюшкова, который предложил приравнять смену гражданства российскими спортсменами к измене родине, и назвала его «куском идиота».

## Семья и личная жизнь
Отец — Анатолий Тарасов (1918—1995), заслуженный тренер СССР. Мать — Нина Григорьевна Тарасова (1918—2010), инструктор по лёгкой атлетике и лыжному спорту.
Сестра — Галина Тарасова (в замужестве — Скуратовская; 1941—2009), педагог. Работала учителем русского языка и литературы в школах Москвы.
Племянник — Алексей Игоревич Тарасов (род. 1968), президент Всероссийского клуба юных хоккеистов «Золотая шайба» им. А. В. Тарасова.
Внучатые племянники — Фёдор и Матвей.
Была в браке три раза, мужьями были:
- Алексей Самойлов (род. 1945) — актёр, сын народного артиста СССР Евгения Самойлова. Брак продлился два года.
- Василий Хоменков (1947—1976) — легкоатлет, сын советского спортсмена, тренера и функционера Леонида Хоменкова. Погиб.
- Владимир Крайнев (1944—2011) — пианист, народный артист СССР (1990).

Детей в браках не было.

## Награды и звания
- Орден «За заслуги перед Отечеством» III степени (27 февраля 1998 года) — за высокие спортивные достижения на XVIII зимних Олимпийских играх 1998 года[19].
- Орден «За заслуги перед Отечеством» IV степени (13 февраля 2017 год) — за большой вклад в развитие физической культуры и спорта, многолетнюю добросовестную работу[20].
- Орден Почёта (13 февраля 2007 года) — за большой вклад в развитие физической культуры и спорта и многолетнюю плодотворную деятельность[21].
- Орден Трудового Красного Знамени (15 июня 1988 года) — за высокие спортивные достижения на XV зимних Олимпийских играх[22].
- Орден Трудового Красного Знамени (9 апреля 1980 года) — за высокие спортивные достижения на XIII зимних Олимпийских играх[23].
- Орден Дружбы народов (22 мая 1984 года) — за высокие спортивные достижения на XIV зимних Олимпийских играх[24].
- Орден «Знак Почёта» (10 мая 1976 года) — за высокие спортивные достижения на соревнованиях XII зимних Олимпийских игр[25].
- Медаль «Ветеран труда»[26][27].
- Благодарность Президента Российской Федерации (5 мая 2003 года) — за успешную подготовку спортсменов и высокие спортивные достижения на Играх XIX Олимпиады в Солт-Лейк-Сити[28].
- Заслуженный тренер СССР (1975).
- Заслуженный тренер РСФСР (1972).
- Мастер спорта СССР международного класса.
- Лауреат национальной премии «Россиянин года» (2007) — за создание уникальной российской школы фигурного катания, ставшей эталоном качества, стиля и успеха в мировом спорте[29].

## Документальные фильмы и телепередачи о Татьяне Тарасовой
- 2004 — «„В вашем доме“. Владимир Крайнев и Татьяна Тарасова» («Культура»)
- 2006 — «„Живая легенда“. Татьяна Тарасова» («НТВ»)
- 2006 — «„Линия жизни“. Татьяна Тарасова» («Культура»)[30]
- 2007 — «Раскалённый лёд Татьяны Тарасовой» («Первый канал»)[31]
- 2012 — «Татьяна Тарасова. У меня не ледяное сердце» («Первый канал»)[32]
- 2017 — «Татьяна Тарасова. Лёд, которым я живу» («Первый канал»)[17]